# Mine d'Alumbrera
 (mars 2025).
La mine d'Alumbrera est une mine à ciel ouvert d'or et de cuivre situé dans la province de Catamarca en Argentine. Elle est l'un des plus importants gisements d'or et de cuivre en Amérique du Sud.

## Histoire
En 1997, le président Carlos Menem inaugurait en grande pompe le démarrage de la construction de la mine.

## Critique
La société canado-suisse Minera Alumbrera a promis notamment 6 000 emplois. En 2006, il y avait 90 résidents d'Andalgalá employés dans les mines, mais en revanche une grosse pollution qui menaçait trois provinces et contaminait les eaux du Río Andalgalá, menaçant la survie de l'agriculture de la plus grande oasis de la cuvette du salar de Pipanaco et la santé de ses habitants.
La canadienne Northern Orion (actionnaire d'Alumbrera) veut démarrer rapidement les travaux d'infrastructure d'un autre gisement, trois fois plus important que  Bajo Alumbrera, à seulement 17 kilomètres de la ville, au sein des montagnes qui surplombent la cité. Il s'agit d'extraire de l'or, de l'argent, du cuivre et du molybdène. L'entreprise projette de dynamiter quotidiennement 70 000 tonnes de roche. La vie utile du gisement serait de 30 ans.
L'association des Vecinos Autoconvocados (résidents autoconvoqués) fait remarquer que, de cette montagne, naissent les trois plus importants cours d'eau qui alimentent toute la région, presque un quart de la province de Catamarca. Ils pensent que ce serait le coup de grâce pour la ville d'Andalgalá et s'organisent pour empêcher un drame de se produire.